# Ковтуны (Полтавская область)
Ковтуны (укр. Ковтуни) — село,
Штомпелевский сельский совет,
Хорольский район,
Полтавская область,
Украина.
Код КОАТУУ — 5324887709. Население по переписи 2001 года составляло 196 человек.

## Географическое положение
Село Ковтуны находится на расстоянии в 0,5 км от села Настасовка,
в 1-м км от сёл Бочки и Ванжина Долина,
в 1,5 км от сёл Покровская Богачка, Лобковая Балка и Павловка.
Через село проходят автомобильная дорога М-03 и
железная дорога, станция Платформа 196 км в 2,5 км.

## История
Село указано на трехверстовке Полтавской области. Военно-топографическая карта.1869 года как хутор Ромодан
Хутора составляющие село были приписаны к Покровской церкви в Покровской Богачке
Село образовано после 1945 года из поселений: Ковтуны, Усилькивщина, Ромодан и Логовика